# Acadia (ancienne circonscription fédérale)
Pour les articles homonymes, voir Acadie (homonymie).
Acadia fut une circonscription électorale fédérale de l'Alberta, représentée de 1925 à 1968.
La circonscription d'Acadia a été créée en 1924 avec des parties de Battle River et de Bow River. Abolie en 1966, elle fut redistribuée parmi Battle River, Crowfoot, Medicine Hat, Palliser et Red Deer.

## Députés
1. 1925-1935 — Robert Gardiner, PPC/UFA
2. 1935-1958 — Victor Quelch, CS
3. 1958-1968 — Jack Horner, PC

- CS = Parti Crédit social
- PC = Parti progressiste-conservateur
- PPC = Parti progressiste du Canada
- UFA = United Farmers of Alberta